# Madurodam
Madurodam egy 1952-ben megnyitott holland szabadtéri makettpark Hága Scheveningen városrészében, mely Hollandia tájait és híres épületeinek kicsinyített mását mutatja be 1:25 méretarányban. A nagyjából 18 000 m² alapterületű park Hollandia egyik legnagyobb turisztikai látványosságának számít. Az építése már 1950-ben megkezdődött, majd 1952. július 2-án hivatalosan is megnyitották. Nevét a George Maduro hadnagyról kapta, aki 1945-ben a dachaui koncentrációs táborban halt meg. Megnyitása óta Madurodamnak több mint 50 millió látogatója volt, 2012-ben pedig 600 000 vendéget fogadott a park.

## Története
Madurodam alapítása Bep Boon-van der Starp asszony nevéhez fűződik, aki a lareni diákszanatórium vezetőségének tagja volt. A szanatóriumban rászoruló holland diákoknak nyújtottak kezelést. Boon-van der Starp tervei szerint egy makettpark bevételei fenntartanák tüdőbetegekkel foglalkozó intézményt. Mintául az 1930-as években Angliában megnyitott Bekonscot szolgált, mely angol tájakat és épületeket mutat be a látogatóknak 1:12 méretarányban.
A park megépítéséhez szükséges tőkét (1 millió guldent) George Maduro szülei, vállalatok és szervezetek biztosították. A második világháború alatt elhunyt hadnagy emlékére a város neve Madurodam lett. 1993 óta George Maduro 1895-ből származó curaçaoi szülőháza is látható a makettek között. A szülőház mellett egy emléktábla állít emléket a hadnagynak.
A városka bevételeit egy alapítvány kezeli, mely fiatalokkal foglalkozó szervezeteket, projekteket támogat.
Madurodam megtervezésével a groningeni építészt, Siebe Jan Bouma-t bízták meg, aki akkoriban az enkhuizeni szabadtéri múzeum (Zuiderzeemuseum) igazgatója volt. Az 1980-as évek közepén Carel Weeber építész vezetésével egy új városrészt hoztak létre. Az 1990-es évek elején a park alapterületét kibővítették, így olyan nagy helyigényű újabb makettek épülhettek mint a Schiphol vagy a rotterdami kikötő. A megújult Madurodamot 1996. május 15-én Beatrix holland királynő nyitotta meg. 2003-ban kibővítették és felújították a reptér makettjét, mely a park történetének legnagyobb modellje. A városkát folyamatosan fejlesztik, minden évben újabb épülettel gazdagodik, azonban ritkábban egy-két makettet eltávolítanak.

### Felújítás és 60. évforduló
A 2012-ben megrendezett hatvanéves évfordulóra 2011. november 1-je és 2012. március 31-e között a parkot felújították. A közismert és jellegzetes makettek Madurodam legfőbb látványosságait alkotják. A parkot három részre osztották: Vízi Birodalom (WaterRijk), Város Birodalom (StedenRijk) és Találmány Birodalom (VindingRijk). A Vízi Birodalom keretében megtekinthető, hogy Hollandia miként kezeli vizeit. A rotterdami kikötőben zajló kereskedelem, a vízimalmok és a tengeri gátrendszer mellett a polderekre is ráláthatnak a látogatók. A Város Birodalom az antik városoktól kezdve mutatja be a mai modern holland városok fejlődését. A Találmány Birodalomban Hollandia építészeti, innovációs, logisztikai, szórakoztatóipari és dizájn kínálatát mutatják be.

### Kitalált történet
A látogatók Madurodam „alternatív történetével” is megismerkedhetnek. A Hollandia történelmével is összhangban levő kitalált történet, hasonlóan egy valódi város történetéhez, a kezdetektől napjainkig mutatja be a település fejlődését.
| Madurodam története a 10. században kezdődött. Azon a helyen, ahol a Maduro folyó kettéoszlik, hogy egy deltatorkolatban folytatódjon, egy gázló található. Itt ért véget az ország belsejéből a tengerig tartó országút. Az ország központjában több fontos település is volt, melyek tengerentúli kereskedelmi kapcsolatokat tartottak fenn. A kereskedelmi javakat ezen az úton hozták idáig, majd koggékba átrakódva szállították távoli vidékekre. Ezek a hajók cserébe távoli vidékek termékeit hozták a kikötőhelyre, így a gázlónál kialakult a cserekereskedelem. 1000 körül egy fiatal, tettre kész nemes, Laagland grófja („Mélyföld grófja”) felfigyelt a gázló mentén létesült rakódóhelyre. Egy egyszerű házat épített és nekilátott adót szedni. Cserébe rablók elleni védelmet biztosított a kereskedőknek. Az így szerzett bevételből egy, a Muider-kastélyhoz hasonló erődítményt épített, melynek közelében kereskedők és kézművesek telepedtek le. Csakhamar egy település jött létre, mely a közeli folyó és annak gátja után a Madurodam nevet kapta. Kedvező elhelyezkedésének és a békés, biztonságos légkörnek köszönhetően Madurodam hamarosan fejlődésnek indult. 1355-ben városi rangot kapott, és a hamarosan felépültek a városfalak is, majd utcákat és csatornákat hoztak létre. A hatalmat ekkor már a városi tanács gyakorolta, melynek élén a polgármester és az esküdtek álltak. 1600 körül újabb bővítés következett: az óváros falain kívül létrejött egy új, hatalmas házakból álló városrész. A folyó mentén fűrészmalmok, gyárak és üzemek jöttek létre. Különböző kereskedőházak és bankok nyitották meg madurodami fiókjukat. Bekövetkezett Madurodam „aranykorszaka”, amikor az élénk külkereskedelemmel sok pénzt kerestek a város lakói. Ekkor épültek a nagy patriciusházak is. A 18. századra azonban bekövetkezett a hanyatlás, melyből a kiutat a mezőgazdaság, a kertészkedés és állattenyésztés jelentette. A kiterjedt mocsaras területek lecsapolásával gazdag szántóföldek és legelők jöttek létre. A 19. században megerősödött az ipar, a város környékén pedig egyre több gyár és üzem létesült. Az utóbbi években Madurodam fergeteges fejlődésnek indult: az új kikötőben óceánjáró hajók is kiköthetnek, a pályaudvarról pedig bel- és külföldi úti célok felé indulnak a vonatok, a repülőtér pedig Európa legnagyobb és legjobban felszerelt légi kikötői közé tartozik. Madurodam egy modern várossá bővült, melyben az 1950 utáni modern építészet is képviselteti magát. A rengeteg látnivaló miatt Madurodam turisták millióit vonzza a világ minden tájáról. |

Ezt a történetet az idegenvezetők és a helyben megvásárolható prospektusok is felelevenítik a látogatók számára.

## Kialakítása

### Makettek

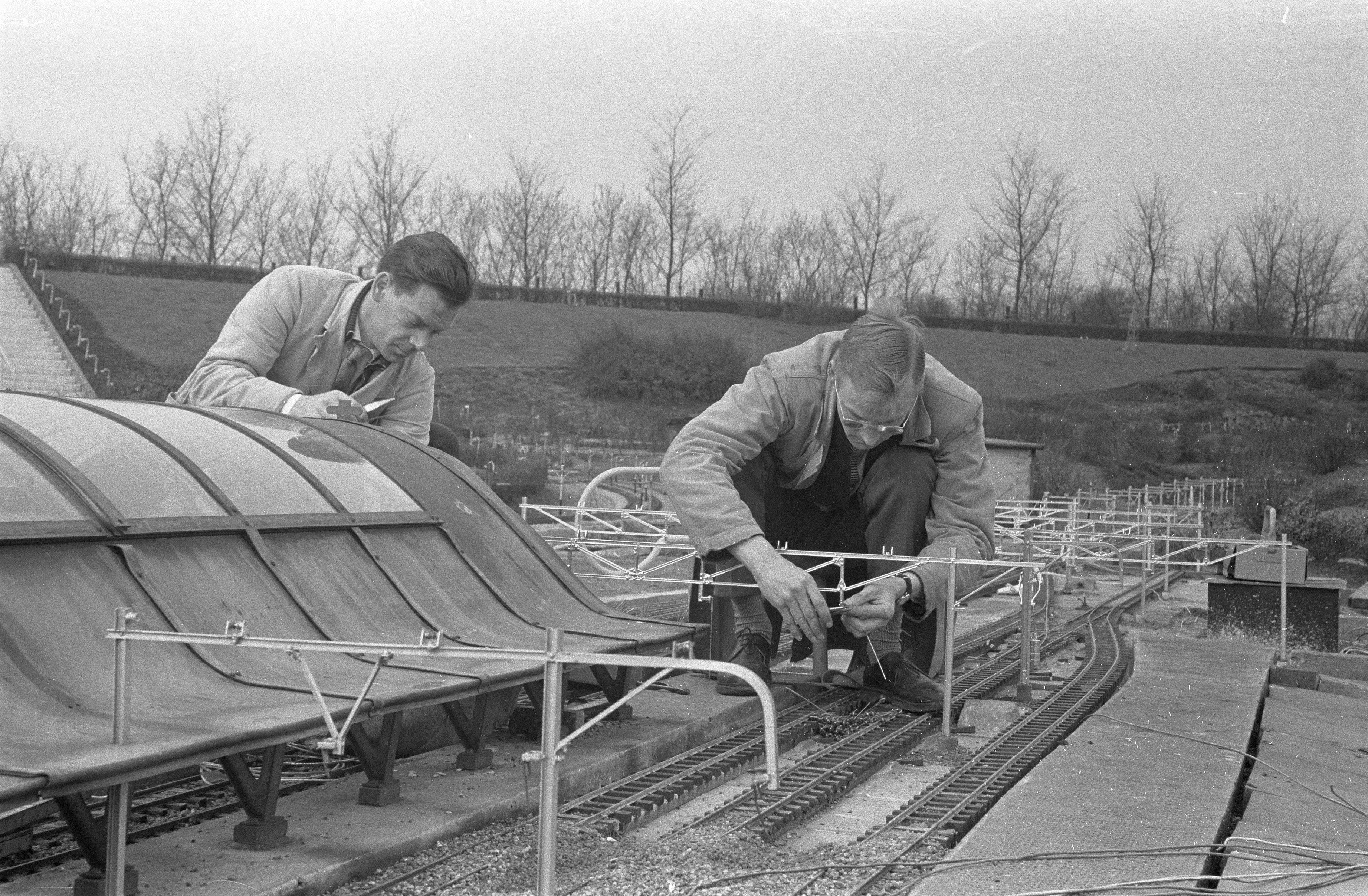
Előkészületek a tavaszi nyitás előtt (1960)

Valamennyi kiállított makett és modell a Madurodamot műköztető cég saját műhelyében készült. Az épületeket kezdetben fából és kézzel készítették, ma már számítógép-vezérlésű marógépeket használnak és a legfőbb alapanyag a műanyag. A mozgó modellek alapanyaga többek között sárgaréz. Mivel a makettek egész évben a szabadban vannak, sok karbantartást igényelnek, ezért évente többször kijavítják vagy kicserélik őket. A nyári hónapokban este is megtekinthető a park, amikor több mint 50 000 lámpa világítja meg az épületeket és járműveket. Madurodamban a több mint 330 műemlék makettje mellett 19 vonat és 27 híd is látható, melyeket 3150 lámpaoszlop, több mint 5000 apró fa, illetve 4000-nél is több autó és teherautó egészít ki. Ezeket mindennap 35 alkalmazott tartja karban.

### Reptér

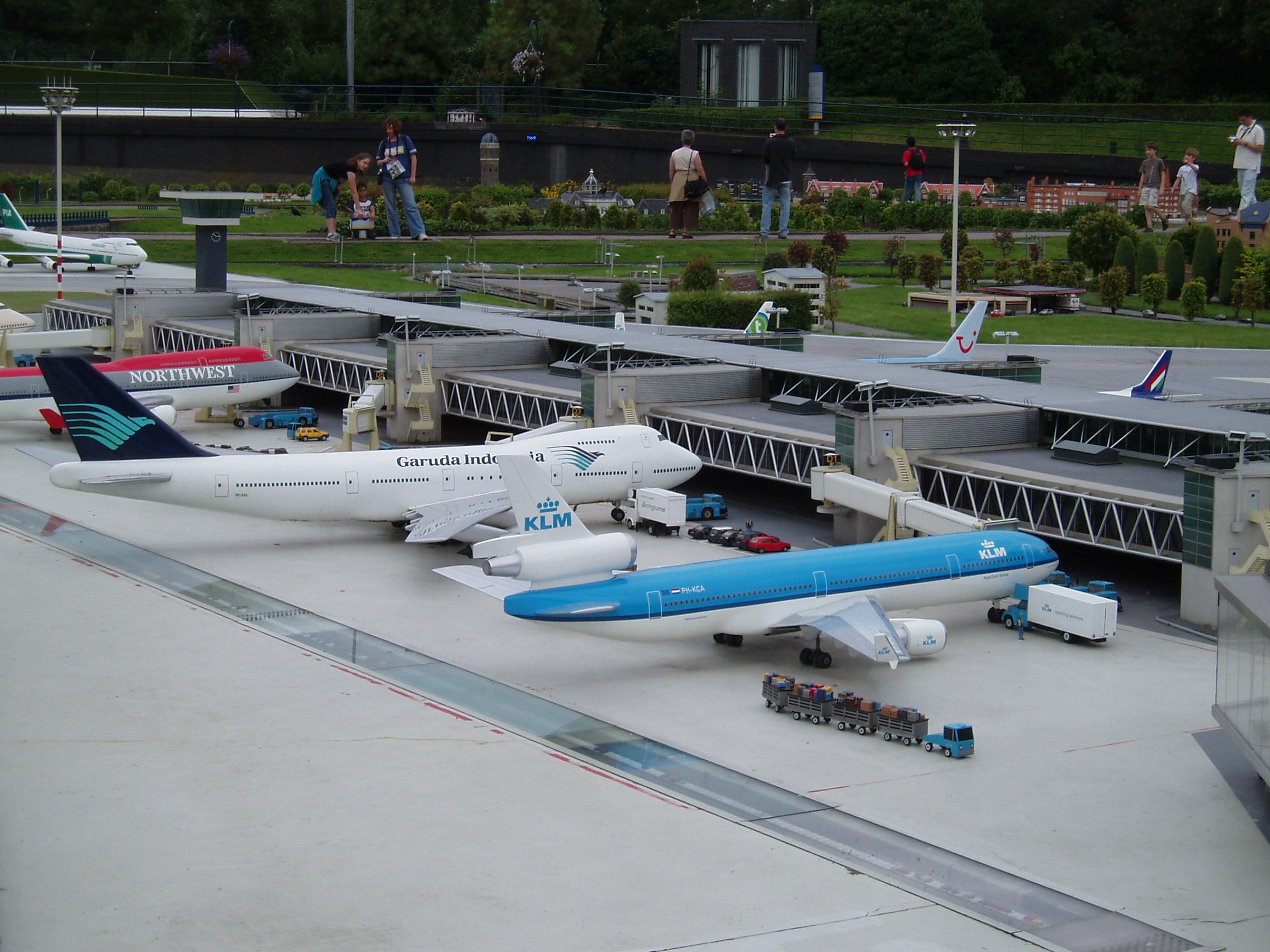
A Schiphol kicsinyített mása

Az amszterdami Schiphol alapján készült és 2003-ban felújított repülőtér a park legnagyobb makettjének számít. A Madurodam közepén elhelyezkedő komplexum egy repülőtéri épületet, légihidakat, irányítótornyokat, különböző légitársaságok bázisait, autóbusz-állomást, egysínű vasutat és parkolóhelyeket is tartalmaz. A repülőtér mellett egy autópálya modellje található, melyen méretarányos személygépkocsik és teherautók közlekednek.

### Vasút
Közel 4,5 kilométeres hosszúságával a madurodami modellvasút Hollandia legnagyobbjának számít. A hálózatban összesen 19 vonat közlekedik egyszerre, melyek négy állomás és kilenc vasúti híd modellje mellett haladnak el.
A vonatokat kézzel, sárgarézből és poliészterből készítették. A mintegy 80 000 vasúti talpfára épített sínen futó szerelvények évente 16 000 kilométert tesznek meg, ezért akárcsak a mintául szolgáló Holland Vasutak járművei, a modellek is folyamatos ellenőrzésre és javításra szorulnak. A parkban a következő típusok másai közlekednek:
- mozdonyok: NS 1100, NS 1200, NS 1300, NS 1600, NS 1700
- motorvonatok: Mat '54, Mat '64, NS SGMm, Wadloper, Motorpost, NS VIRM
- különböző típusú személykocsik és teherkocsik
- Thalys nemzetközi nagysebességű motorvonat
- villamosok: Gele Tram és Gelede Tram Lang (Hága), RandstadRail (Hága és Rotterdam)
- gőzmozdonyok

2007. július 12-e óta látható a kibővített Utrechti központi pályaudvar, melynek eredetijének csak 2013-ra kellett elkészülnie. Ez volt az első olyan makett, mely Madurodamban hamarabb látható volt mint az eredeti épület. Ez a makett az Eindhoveni pályaudvar helyére került. 2009 októberétől a HSL-Zuid kétvágányú nagysebességű vonal másolata is látható a parkban. A 150 m hosszú makett részét képezi a 20 m hosszú Hollandsch Diep-híd.
2009 júniusában a park üzemeltetői forgalomba hoztak egy DVD-t, melyen a makettek „mozdonyvezetőinek” szemszögéből látható az egész vasúti hálózat. Madurodam műszaki szolgálatának segítségével Ben Mathon filmrendező figyelemre méltó HD-minőségű képeket készített. Az egyik mozdonyra szerelt HD-kamera négy kilométeren keresztül filmezte a miniatűr várost.

### Növényzet
Madurodamban több mint 5000 miniatűr fa van. A rendszeres metszésnek köszönhetően 60 centiméteresnél nem nőnek nagyobbra. A legidősebb fákat a park megnyitásának évében, 1952-ben ültették. Tavasszal több 20 000 tulipán virágzik Madurodamban, és több ezer négyzetméter zöld gyep fogadja a látogatókat, melynek gondozását kézzel végzik.
A parkban a rotterdami Trompenburg arborétum kicsinyített mása is látható.

## Polgármester
Madurodam 1952-es megnyitása óta Ifjúsági Tanáccsal (Jeugdgemeenteraad) rendelkezik, melynek tagjai a régió iskoláinak legjobb tanulóiból kerülnek ki. A tagoknak kétéves megbízatásuk van.
A makettpark megnyitásakor az akkor 14 éves Beatrix hercegnőt választották Madurodam polgármesterének. Miután 1980. április 30-án a királyi trónra lépett, lemondott madurodami tisztségéről, de továbbra is a városka védnöke maradt. Jelenleg az Ifjúsági Tanács választja a polgármestert. Madurodam az első olyan holland város, melyben a polgármestert megválasztják.

## A kiállítás modelljei

### Amszterdam

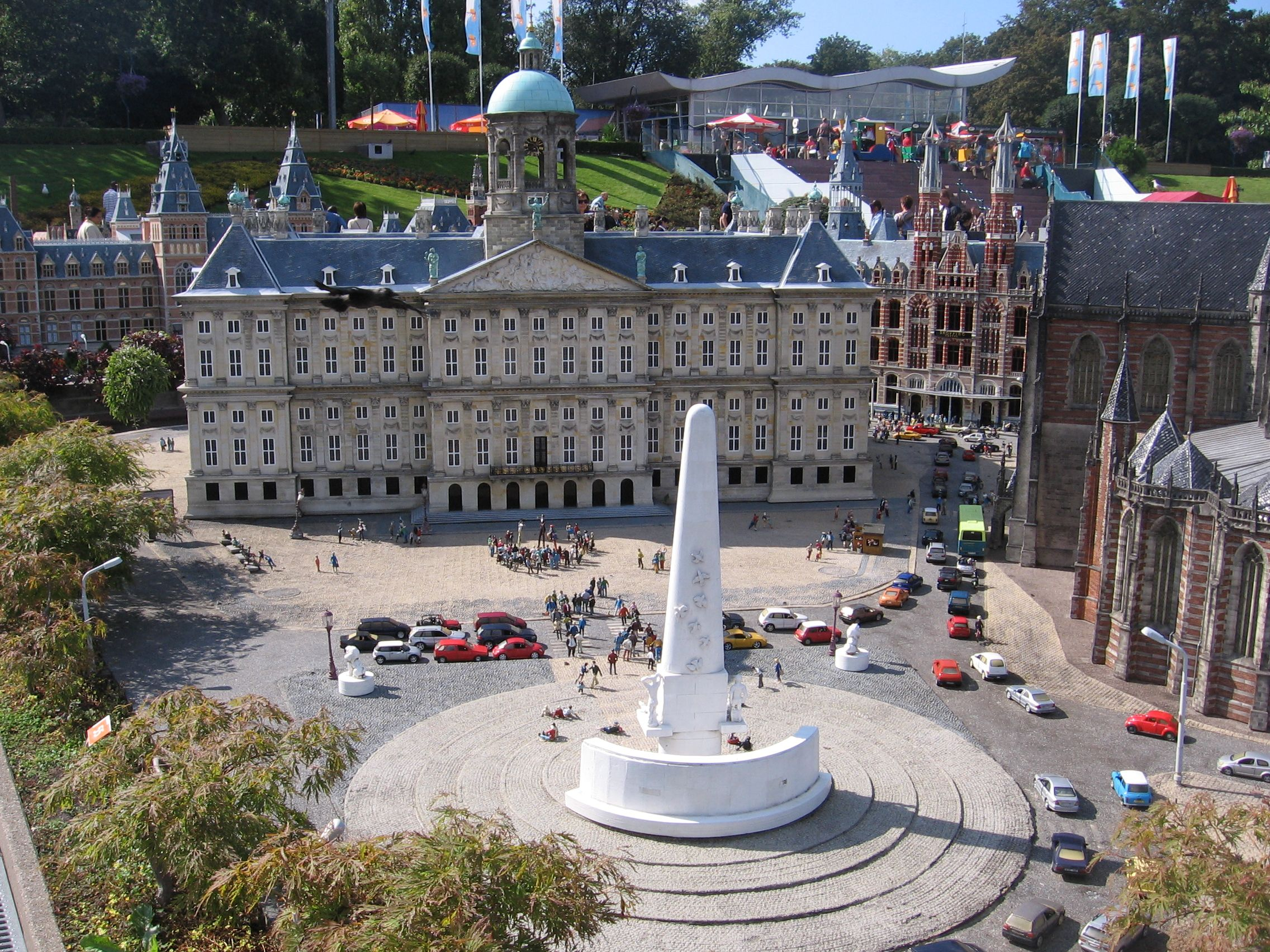
Palais op de Dam és Dam tér

- Történelmi városközpont (Binnenstad) a Dam térrel, a Jordaan negyeddel és a 17. századi csatornagyűrűvel (Grachtengordel); Paleis op de Dam (Királyi palota), Nemzeti emlékmű (Nationaal Monument), Új-templom (Nieuwe Kerk), Magna Plaza, Homoszexuálisok emlékműve (Homomonument), Nyugati templom (Westerkerk), Rijksmuseum, Érme-torony (Munttoren), Concertgebouw (koncertterem), Carré Színház, portugál zsinagóga, Anne Frank-ház, Keskeny-híd (Magere Brug), Sirámok tornya (Schreierstoren), Hajómúzeum (Scheepvaartmuseum) a Holland Kelet-indiai Társaság Amsterdam nevű hajójával, Het Schip lakótömb, ING székház (Amsterdamse Poort bevásárlóközpont), Trippenhuis (Holland Tudományos Akadémia székháza), Korenmetershuisje, Heineken Experience (egykori sörfőzde, jelenleg múzeum), Rembrandt-tér (Rembrandtplein)

### Rotterdam
- Rotterdam kikötője a van Brienenoordbrug, a de Hef és az Erasmusbrug hidakkal, az Euromast kilátótoronnyal, az egykori Holland-Amerika Lijn székházával (jelenleg New York Hotel); Holland Építészeti Intézet (Nederlands Architectuurinstituut), Delftse Poort felhőkarcoló, De Maas felhőkarcoló, Unilever székház, Maeslantkering gát, Esso olajfinomító.
  - Hajók: Rotterdam, Abel Tasman (a Spido sétahajó-társaság hajója, egy konténerszállító, kompok, Zwarte Zee vontatóhajó, a Rotterdami kikötő tűzoltó- és járőrhajói (BPA 11 és BPA 12), Stena Discovery nagy sebességű komp, egy tartályhajó, a De Eendracht vitorlás.

### Hága
- Binnenhof (kormányzati negyed), Mauritshuis, Királyi Színház (Koninklijke Schouwburg), Huis ten Bosch palota, Békepalota (Vredespaleis), scheveningeni Circustheater, Hotel Des Indes, Clingendael birtok, Johan de Witt-ház, régi városháza (Oude Stadhuis), Infrastrukturális és Környezetvédelmi Minisztérium (Ministerie van Infrastructuur en Milieu), De Volharding épület, Legfelsőbb Bíróság épülete (Hoge Raad der Nederlanden), The Sting divatáruház, Antillák-ház (Antillenhuis)

### Utrecht
- Történelmi városközpont (Binnenstad) a Régi csatornával (Oudegracht), a Lichtegaard utcával, a Dómtoronnyal, az Oudaen városi kastéllyal és a Városházával; Van Sinkel-üzletház (Winkel van Sinkel), Rietveld-Schröder-ház (Rietveld-Schröderhuis), Utrechti központi pályaudvar (Station Utrecht Centraal)

### Egyéb hollandiai építmények

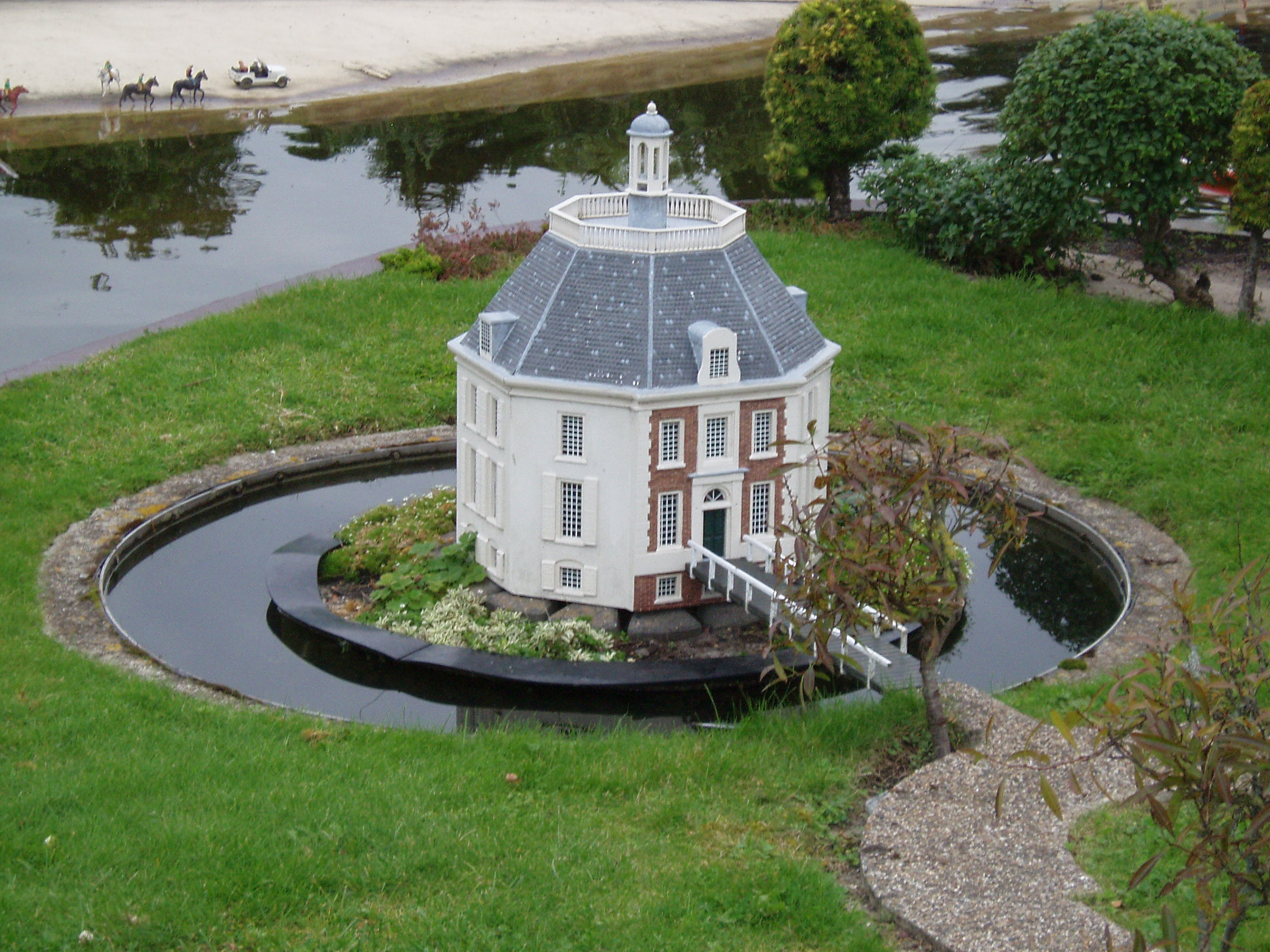
A Drakensteyn-kastély mása

| - Alkmaar: alkmaari mázsálóház (Waag) és sajtpiac; DHL elosztóközpont - Allingawier: református templom (Hervormde Kerk) - Ameland: világítótorony - Amersfoort: Koppelpoort, Kattenbroek kerület - Apeldoorn: Het Loo, egykori királyi palota - Bergen op Zoom: Markiezenhof - Borger: D27-es dolmen - Borne: B. Roesink fapapucs-gyár - Breukelen: Nijenrode-kastély - Broek op Langedijk: vízi árverési csarnok (Broeker Veiling) - Coevorden: műemlék lakóház, Friesestraat 9. sz. - De Bilt: a Holland Királyi Meteorológiai Intézet (KNMI) radarberendezése - Delft: Voldersgracht csatorna, Delfland-ház, Prinsenhof Múzeum - Deventer: Brink-tér - Eindhoven: Evoluon konferenciaközpont - Franeker: planetárium, Martena Múzeum - Gennep: Szent Márton-templom - Gouda: Városháza és sajtpiac - Groningen: Groningeni Pályaudvar, Groninger Museum, Vindicat atque Polit diákszervezet székháza, Noordelijk Hajómúzeum (Noordelijk Scheepvaartmuseum), Aranyhivatal (Goudkantoor) és Ommelander-ház - Haarlem: Frans Hals Múzeum - ’s-Heer Arendskerke: Arendshoeve tanya - ’s-Hertogenbosch: Szent János-székesegyház - Hilversum: Városháza, az AVRO egykori rádióstúdiója, Holland Kép- és Hangintézet székháza (Nederlands Instituut voor Beeld en Geluid) és Studio 2 - Hillegom: virágmezők - Kaatsheuvel: Efteling élménypark - Kampen: Városháza - Kinderdijk: kinderdijk-elshouti malomrendszer - Lelystad: Holland Kerékpáros Szövetség (ANWB) teszt- és edzőközpontja - Leiden: Akadémiai épület (Academiegebouw) a Rapenburg-csatorna mellett | - Leidschendam: Dorrepaal-ház, szélmalomsor - Lemmer: Gőzszivattyútelep (Ir.D.F. Wouda-gemaal) - Maasdijk: református templom (Hervormde Kerk) - Maastricht: Miasszonyunk „A Tenger Csillaga” bazilika, Pokol kapu (Helpoort) - Markelo: Rádió- és televízió-adótorony - Middelburg: Kuiperspoort, a kádár céh raktárai - Muiden: Muider-kastély (Muiderslot) - Naarden: Spanyol-ház (Het Spaanse Huis), Comenius-szobor - Nieuwegein: Beatrix hercegnő zsiliprendszer (Prinses Beatrixsluizen) - Nieuwpoort: Városháza - Nijmegen: Valkhof park - Oegstgeest: CORPUS Múzeum - Groningen tartomány: NAM olaj- és földgáztermelési platform - Roermond: Városháza és zenepavilon - Schiedam: De Palmboom szélmalom - Sneek: Csatornakapu - Sommelsdijk: Helytörténeti Múzeum (Streekmuseum Sommelsdijk) - Ter Apel: Ter Apel-i kolostor - Tiel: De Betuwe lekvárgyár - Tilburg: Holland Textilmúzeum - Texel: a Holland Királyi Mentőtársaság mentőcsónakja és az MS Dokter Wagemaker komp - Valkenburg: vasútállomás, idegenforgalmi hivatal (Spaans Leenhof) - Veghel: csokoládégyár - Venlo: postahivatal, Schreurs-ház (Huize Schreurs) - Vlaardingen: halpiac (Visbank) - Wageningen: De Wereld Hotel - Zaandam: De Held Jozua szélmalom - Zierikzee: Gravensteen-ház, De Haan-ház - Zoetermeer: víztorony és modern lakóházak, Bouwhuis irodaépület - Zwolle: városkapu (Sassenpoort) |

### Különböző kategóriák
- Kastélyok: Muider-kastély (Muiderslot), Nijenrode-kastély, Warmondi kastély (Huis te Warmond), Drakensteyn-kastély, Szent Hubertusz-vadászház (Jachthuis Sint-Hubertus)
- Paloták: Huis ten Bosch, Paleis op de Dam (Királyi palota), Het Loo, Békepalota (Vredespaleis)
- Pályaudvarok: Groningeni pályaudvar, enkhuizeni vasútállomás, valkenburgi vasútállomás, Utrechti központi pályaudvar
- Nagy hidak: Erasmusbrug, Van Brienenoordbrug, De Hef, Moerdijkbrug, dordrechti vasúti híd
- Parasztgazdaságok: nyugati fríz gazdasági udvarok, brabant gazdasági udvar, dél-hollandiai udvar, dél-limburgi udvar (Kasteel Terborgh)
- Malmok: kinderdijk-elshouti- és leidschendami malomrendszer, schiedami De Palmboom szélmalom, zaandami De Held Jozua szélmalom, vízimalmok és szélturbinapark

### Hans Brinker
A parkban Hans Brinker szobrát is láthatják az érdeklődők, amint éppen egy lyukat töm be a szivárgó gáton. A legenda szerint a fiú úgy mentette meg városát az ártól, hogy ujjaival betömte a szivárgó gát réseit.

## Egyéb
- Mivel a Hollandiát kicsiben bemutató park egy ideális világot testesít meg, a holland politikai életben Madurodam a naiv személyekre alkalmazott fogalomként terjedt el. Ayaan Hirsi Ali politikus Job Cohenre, amszterdam korábbi polgármesterére a „Madurodam polgármestere” (burgemeester van Madurodam) kifejezést alkalmazta, mivel véleménye szerint túl naivan járt el az Amszterdamban élő iszlám szélsőségesek ellen.[9]
- Madurodam mintájára világszerte több makettpark készült, így a katalán Catalunya en Miniatura és az izraeli Mini Israel is a holland példa alapján létesült.

## Galéria
- George Maduro szülőházának makettje és emléktáblája
- A makettpark egy részlete
- Binnenhof (Hága)
- Békepalota (Hága)
- Fríz parasztház
- AVRO stúdió (Hilversum)
- Muider-kastély (Muiden)
- Csatornarészlet (Amszterdam)
- A madurodami stadion
- Kattenbroek kerület (Amersfort)
- Hans Brinker legendájának emléket állító makett
- Szent János-székesegyház (’s-Hertogenbosch)
- Méretarányos hajó a kikötőben
- Vasúti pályaudvar
- Apró szélmalom
- Tengeri fúrótorony

- Holland filmhíradó 1954-ből
- Holland filmhíradó 1961-ből
- Holland filmhíradó 1972-ből